# Victoria eremita
Victoria eremita är en fjärilsart som beskrevs av Hausmann 1993. Victoria eremita ingår i släktet Victoria och familjen mätare. Inga underarter finns listade i Catalogue of Life.